# Sudden Attack
Sudden Attack (em coreano: 서든 어택) é um jogo on-line free-to-play e multijogador de tiro em primeira pessoa, desenvolvido pela empresa sul-coreana GameHi (atualmente Nexon GT) e lançado em 2005 através da Netmarble. É considerado o jogo mais popular da Coreia do Sul em seu gênero. Foi distribuído no Brasil pela Level Up! Games em versão português, com lançamento oficial em 11 de novembro de 2011 e descontinuado em 9 de novembro de 2015.
O desenvolvimento de Sudden Attack começou em 2004, passou por cerca de um ano e meio em período de desenvolvimento, e estreou na Coreia do Sul em 2005. Depois de iniciar o serviço aberto em 2005, Sudden Attack alcançou o topo dos jogos populares coreanos em pouco tempo. Considerando que antes jogos FPS eram em sua maioria jogados por "viciados", Sudden Attack tornou o gênero popular, com uma em cada quatro pessoas se inscrevendo como usuário. Os serviços para operar o jogo na China e no Japão foram iniciados em 2006. O Japão tem um forte mercado de jogos para consoles. Não havia mercado para jogos on-line, especialmente do gênero FPS. No entanto, Sudden Attack estabeleceu o gênero "FPS On-line" no Japão, e foi o primeiro em seu gênero. Depois foi expandido para Taiwan, Sudeste Asiático, América do Norte, Brasil, América Latina e Turquia.

## História
O ano é 2010. A guerra no Médio Oriente, que teve início no século XX, finalmente chegou ao fim. Diversas forças internacionais envolvidas na guerra já não conseguem arcar com as despesas ocasionadas pelos conflitos em busca de petróleo do passado e foram forçadas a recuar. Os países mais poderosos do mundo resolveram fortalecer as Nações Unidas com a ajuda de força militar e outros recursos, contribuindo com a formação da GFU (Grande Força Unida).
A república de Tanziriro reside em uma rica e próspera região localizada na África Central. Mesmo com a estabilidade financeira, o caos de uma guerra civil assola a nação. Após realizar muitos apelos às Nações Unidas sobre a atual situação do país, a Energy Tech, uma poderosa empresa particular, conseguiu a ajuda das forças militares da GFU para impedir o derramamento de sangue.
Uma das missões do exército internacional foi recuperar as áreas de recursos naturais controladas pelos rebeldes, conhecidos como FLT (Frente de Liberação Tanziriro). Para realizar a operação de maneira rápida, uma unidade especial da GFU, a Silent Fox, foi designada para acabar de uma vez por todas com o impasse e se infiltrar na organização dos insurgentes.
Todos os soldados da unidade sob o comando de John Hawk obtiveram sucesso, no entanto, algo de grave mudou os planos já estabelecidos pelo grupo. Ninguém sabe com certeza os acontecimentos da última etapa, responsável por cortar de imediato o contato com mais de 800 soldados da força especial.
Um ano depois, a unidade Silent Fox reapareceu ainda com John Hawk em sua liderança e, para a surpresa do mundo, as tropas desaparecidas começaram a trabalhar em conjunto com as forças rebeldes do FLT para retirar o exército da GFU da república de Tanziriro.
Carlos Riviera, comandante das unidades militares da GFU na região, não aceitou a traição de John Hawk. Enquanto a guerra civil no país se intensifica, ambos os comandantes se empenham em eliminar um ao outro.

### Equipe Vermelha e Azul
O cenário politico mudou de maneira drástica nos últimos tempos. Antigas alianças e acordos de paz entre as nações ficaram fragilizados com o constante conflito que se espalha pelas nações.
Neste delicado cenário, onde um pequeno erro ou mal-entendido pode levar a outra guerra mundial, duas forças de poder equivalente se enfrentam para fazer com que seus ideais prevaleçam.
- Tropas Rebeldes (Equipe Vermelha): Estes soldados, liderados pelo Tenente-coronel John Hawk, formavam a unidade tática Silent Fox dentro da GFU (Grande Força Unida). Porém, quando presenciaram a crueldade do governo de Tanzirilean, decidiram abandonar o exército no qual faziam parte para auxiliar as forças rebeldes da região em busca de melhores condições para a população. Em pouco tempo, eles se tornaram especialistas no apoio de soldados insurgentes em todo o mundo. Bem treinados nas artes militares, estes homens são considerados especialistas em espionagem, explosivos e armamentos de longa distância. Conseguem causar grandes estragos mesmo em menor número, pois utilizam táticas de guerrilha para atacar.
- Força-UG (Equipe Azul): Exército formado para se beneficiar dos conflitos entre os países emergentes. As forças especiais são constituídas por policiais de cada país envolvido no conflito. São experientes em técnicas antiterroristas e marcam presença nas ações para impedir os planos do Tenente-coronel John Hawk. O grande contingente posicionado em áreas consideradas de segurança e com a probabilidade de ataques inimigos inibe grande parte das tentativas das Tropas Rebeldes em alcançar seus objetivos, porém, a propaganda destes soldados insurgentes atrai cada vez mais seguidores e isto pode mudar o rumo da batalha.

## Jogabilidade e interface
Com uma dinâmica diferenciada, o jogo priorizava a ação e a velocidade durante as partidas, misturando uma jogabilidade simples, intuitiva e de fácil acesso a qualquer tipo de jogador, de veteranos a novatos no gênero. Para vivenciar os perigos da "guerra moderna", precisava-se entrar em sincronia com o resto da equipe para alcançar a vitória em mais de 50 mapas exclusivos, desenvolvidos para oferecer desafios capazes de testar habilidades e desenvolver ainda mais o pensamento estratégico. Para se opor "às ameaças do século 21", precisava-se de um amplo arsenal. Eram modelos distintos, vindos de regiões variadas do planeta: rifles de assalto, submetralhadoras, rifles de precisão, revólveres, pistolas automáticas, facas de combate. Havia diversas opções e combinações possíveis para melhorar a experiência.

### Itens de cash
Embora o jogo seja gratuito, há itens especiais que só podem ser obtidos através de dinheiro (cash). Eles são encontrados na loja e variam entre pacotes de GP, itens consumíveis e versões melhoradas de armas convencionais, com mais balas no pente, um coice menor, maior precisão, além de um visual arrasador.
Existem itens que aumentam o ganho de EXP e GP durante um determinado período de tempo, outros que permitem alterar seu nome ou inserir emblemas para seu clã, sem mencionar diversos personagens com visuais inéditos que proporcionam bônus de EXP.

### Modo de clã
O jogador deve estar em um clã oficial para participar. O jogo com clã incluem Deathmatch, missões (plante a bomba), sub-missões, modo de cerco e contras. Os jogadores só podem fazer um confronto entre clãs em 4 vs 4 ou até 8 vs 8.

## Sudden Attack 2
Sudden Attack 2 seria a sequência de Sudden Attack, uma versão que conta com gráficos em alta definição e jogabilidade melhorada com relação ao seu antecessor, permitindo uma experiência mais intensa para um jogo de FPS.
Porém, apenas 1 mês após o lançamento, o jogo foi descontinuado pela Nexon devido à uma polêmica envolvendo a sexualização das personagens femininas.
1. ↑  Yoon Sung-won (6 de julho de 2014). «Nexon's new online shooter blockbuster carries high expectations.». The Korea Times. Consultado em 3 de janeiro de 2016
2. ↑  Pablo López Guelli (22 de junho de 2007). «Coreia tem 300 mil viciados em games.». G1. Consultado em 3 de janeiro de 2016
3. ↑  Kevin Sonu (2 de junho de 2015). «Conheça 'Sudden Attack', o maior FPS Coreano.». sarangingayo.com.br. Consultado em 3 de janeiro de 2016. Arquivado do original em 23 de março de 2016
4. ↑  «Sudden Attack: confira as novidades do lançamento oficial.». levelupgames.uol.com.br. 11 de novembro de 2011. Consultado em 3 de janeiro de 2016
5. ↑  Douglas Vieira (13 de dezembro de 2011). «"Sudden Attack" é game de tiro com partidas rápidas; leia a entrevista.». jogos.uol.com.br. Consultado em 3 de janeiro de 2016
6. ↑  Marcell Santos (16 de maio de 2013). «Como jogar Sudden Attack, o FPS que virou febre no Brasil.». TechTudo. Consultado em 3 de janeiro de 2016
7. ↑  «Sudden Attack Migração - Level Up Games - Uol.». levelupgames.uol.com.br. 2015. Consultado em 3 de janeiro de 2016
8. ↑  «Sudden Attack Interview: Create A Myth in FPS MMO.». news.mmosite.com. 20 de junho de 2009. Consultado em 5 de janeiro de 2016
9. ↑  Ariel Souza (17 de novembro de 2015). «Sudden Attack 2: Jogo coreano mostra novas personagens através de trailer e imagens.». comboinfinito.com.br. Consultado em 5 de janeiro de 2016
10. ↑  «Sudden Attack 2 anuncia fechamento de servidor após 1 mês de lançamento - Domínio MMO». jogosonline.uol.com.br. Consultado em 29 de outubro de 2016